# Hugues-Robert-Jean-Charles de la Tour d'Auvergne-Lauraquais
Hugues-Robert-Jean-Charles de la Tour d'Auvergne-Lauraquais, francoski rimskokatoliški duhovnik, škof in kardinal, * 14. avgust 1768, † 20. julij 1851.

## Življenjepis
24. junija 1792 je prejel duhovniško posvečenje.
29. aprila 1802 je bil imenovan za škofa Arrasa, potrjen je bil 6. maja in 16. maja je prejel škofovsko posvečenje.
23. decembra 1839 je bil povzdignjen v kardinala in 16. aprila 1846 je bil imenovan za kardinal-duhovnika S. Agnese fuori le mura.